# Spartina anglica
Espèce
Classification phylogénétique
Spartine anglaise
Spartina anglica, la spartine anglaise, est une espèce de plantes monocotylédones de la famille des Poaceae, sous-famille des Chloridoideae, originaire d'Angleterre.
Cette espèce de spartine, apparue dans le sud de l'Angleterre vers 1870, est endémique en tant qu'espèce indigène de Grande-Bretagne. Elle a cependant été largement plantée en Europe occidentale.
Spartina anglica est une espèce  allotétraploïde dérivée de Spartina ×townsendii, hybride issu du croisement de Spartina maritima (spartine maritime), indigène d'Europe et d'Afrique occidentale, avec Spartina alterniflora (spartine alterniflore), introduite d'Amérique du Nord.
C'est une plante herbacée vivace, pouvant atteindre de 0,4 à 1,3 m de haut, au feuillage vert jaunâtre au printemps, virant au brun clair en automne et en hiver.
Les feuilles ont un limbe de 20 à 60 cm de long sur 1,5 cm de large à la base, à la pointe acuminée.
se terminant en pointe.
Les fleurs et les grains (caryopses) sont groupés d'un seul côté de la tige.

## Caractère envahissant
Spartina anglica  a d'abord été considérée comme une nouvelle espèce intéressante pour lutter contre l'érosion des côtes maritimes, contribuant par son système racinaire dense à stabiliser la vase et favorisant par ses tiges le dépôt de limon, contribuant ainsi à l'assèchement des terres reprises sur la mer. En conséquence, on l'a largement plantée dans des sites côtiers dans toutes les Îles Britanniques, la plante colonisant de vastes zones de vasières, jusqu'à devenir envahissante. L'établissement de nouvelles colonies peut prendre un certain temps, mais ensuite la propagation végétative par rhizomes est rapide, étouffant les écosystèmes naturels et empêchant des espèces d'oiseaux comme les Scolopacidés de se nourrir. Dans certaines régions, cependant la propagation de la plante a cessé, à la suite d'un dépérissement naturel de cause inconnue, rendant inutile toute mesure de lutte .
L'espèce a également été introduite en  Asie, en Australie, en Nouvelle-Zélande et en Amérique du Nord, où elle s'est avéré être une plante envahissante, causant d'importants dégâts dans les écosystèmes des marais salés naturels dans toutes les régions concernées.